# Női távolugrás a 2013. évi nyári európai ifjúsági olimpiai fesztiválon
A 2013. évi nyári európai ifjúsági olimpiai fesztiválon az atlétikai versenyszámok közül a női távolugrást július 15.-én és július 17.-én rendezték Utrechtben.

## Selejtező
Az összesített eredmények alapján a legjobb eredménnyel rendelkező 12 atléta jutott a döntőbe.  
- (+/–0,0): szélmérés

| H   | Cs | Név                                     | Nemzet          | 1           | 2          | 3          | E    | Mj |
| --- | -- | --------------------------------------- | --------------- | ----------- | ---------- | ---------- | ---- | -- |
| 1.  | A  | Hanne Maudens                           | Belgium         | 5.95 (1.5)  | -          | -          | 5.95 | Q  |
| 2.  | B  | Mari Dzagnidze                          | Grúzia          | 5.88 (0.2)  | -          | -          | 5.88 | Q  |
| 3.  | A  | Yanis Esmeralda David                   | Franciaország   | 5.81 (3.1)  | -          | -          | 5.81 | Q  |
| 4.  | B  | Laura Toelloese                         | Dánia           | 5.79 (1.1)  | 5.55 (0.6) | 5.69 (1.8) | 5.79 | q  |
| 5.  | A  | Kreete Verlin                           | Észtország      | 5.73 (1.1)  | 5.44 (0.8) | 5.78 (2.4) | 5.78 | q  |
| 6.  | A  | Jéssica Patrícia Albino Morais Barreira | Portugália      | 5.75 (0.7)  | 5.74 (1.4) | 5.72 (0.8) | 5.75 | q  |
| 7.  | B  | Annie Stafford                          | Írország        | 5.73 (2.9)  | X          | 5.67 (0.2) | 5.73 | q  |
| 8.  | B  | Tina Bozic                              | Szlovénia       | X           | 5.70 (1.5) | 5.22 (1.1) | 5.70 | q  |
| 8.  | A  | Ivona Babic                             | Horvátország    | 5.70 (2.8)  | 5.54 (0.8) | X          | 5.70 | q  |
| 10. | B  | Anastasia Selezneva                     | Oroszország     | 5.41 (1.3)  | 5.69 (1.6) | 5.67 (1.4) | 5.69 | q  |
| 11. | A  | Milica Gardasevic                       | Szerbia         | 5.66 (2.1)  | 5.67 (0.7) | 5.66 (1.6) | 5.67 | q  |
| 12. | A  | Katarzyna Martyna                       | Lengyelország   | 5.37 (1.4)  | 5.42 (2.0) | 5.64 (1.3) | 5.64 | q  |
| 13. | B  | Beatrice Fiorese                        | Olaszország     | X           | X          | 5.58 (2.2) | 5.58 |    |
| 14. | B  | Lesti Diána Ágnes                       | Magyarország    | 4.84 (1.9)  | 5.51 (1.3) | 5.31 (1.3) | 5.51 |    |
| 15. | B  | Sheila Garcia Muntane                   | Spanyolország   | 5.36 (3.2)  | X          | 5.22 (0.5) | 5.36 |    |
| 16. | A  | Tilda Lipasti                           | Finnország      | 5.32 (1.8)  | 5.00 (0.7) | 5.13 (0.7) | 5.32 |    |
| 17. | A  | Diana Zagainova                         | Litvánia        | X           | 5.16 (1.0) | 5.26 (1.9) | 5.26 |    |
| 18. | A  | Meryem Canakci                          | Törökország     | 5.18 (-0.3) | 5.03 (3.6) | 5.24 (0.8) | 5.24 |    |
| 19. | A  | Natália Lipková                         | Szlovákia       | 5.13 (0.7)  | 5.12 (0.6) | 4.81 (1.0) | 5.13 |    |
| 20. | B  | Karin Strametz                          | Ausztria        | X           | X          | 5.10 (0.3) | 5.10 |    |
| 21. | B  | Ofeliya Farhadova                       | Azerbajdzsán    | 4.83 (1.2)  | 4.63 (1.2) | 4.57 (1.5) | 4.83 |    |
| 22. | B  | Martina Miroska                         | Észak-Macedónia | 4.61 (0.9)  | 4.56 (0.5) | 4.24 (1.8) | 4.61 |    |

## Döntő
| H     | Név                                     | Nemzet        | 1          | 2          | 3          | 4          | 5          | 6          | E    | Mj |
| ----- | --------------------------------------- | ------------- | ---------- | ---------- | ---------- | ---------- | ---------- | ---------- | ---- | -- |
| Arany | Anastasia Selezneva                     | Oroszország   | 5.85 (1.2) | 5.89 (1.5) | 5.83 (0.7) | 5.85 (1.8) | 6.11 (1.9) | 5.80 (2.2) | 6.11 |    |
| Ezüst | Hanne Maudens                           | Belgium       | 5.73 (1.3) | 6.06 (3.5) | 5.65 (2.2) | X          | 5.82 (1.0) | X          | 6.06 |    |
| Bronz | Tina Bozic                              | Szlovénia     | 5.66 (2.3) | X          | 5.63 (1.4) | 5.82 (1.3) | 6.00 (2.1) | 5.72 (2.5) | 6.00 |    |
| 4.    | Milica Gardasevic                       | Szerbia       | 5.15 (2.4) | 5.77 (1.6) | 5.53 (0.4) | 5.91 (1.4) | 5.72 (1.3) | X          | 5.91 |    |
| 5.    | Yanis Esmeralda David                   | Franciaország | 5.89 (1.9) | 5.36 (1.3) | 5.79 (1.6) | 5.63 (1.9) | 5.47 (3.4) | 5.76 (2.2) | 5.89 |    |
| 6.    | Mari Dzagnidze                          | Grúzia        | 5.75 (1.4) | 5.57 (2.0) | 5.61 (1.0) | 5.65 (1.7) | 5.81 (1.3) | 5.66 (1.4) | 5.81 |    |
| 7.    | Annie Stafford                          | Írország      | X          | X          | 5.66 (1.7) | 5.54 (0.6) | 5.57 (1.1) | 5.52 (0.9) | 5.66 |    |
| 8.    | Kreete Verlin                           | Észtország    | 5.57 (2.1) | 5.65 (1.1) | 5.57 (1.8) | 5.61 (2.1) | 5.55 (1.9) | 5.65 (1.0) | 5.65 |    |
| 9.    | Katarzyna Martyna                       | Lengyelország | 5.10 (0.6) | 5.53 (2.3) | X          |            |            |            | 5.53 |    |
| 10.   | Ivona Babic                             | Horvátország  | 5.33 (1.7) | 5.48 (1.9) | 5.45 (3.2) |            |            |            | 5.48 |    |
| 11.   | Jéssica Patrícia Albino Morais Barreira | Portugália    | X          | X          | 5.47 (0.5) |            |            |            | 5.47 |    |
| 12.   | Laura Toelloese                         | Dánia         | 5.40 (1.8) | X          | 5.46 (2.5) |            |            |            | 5.46 |    |